# Kim Jong-su
Kim Jong-su (n. 1 ianuarie 1977, RPDC) este un trăgător de tir ce a reprezentat Coreea de Nord, medaliat olimpic. A participat la 3 ediții ale Jocurilor Olimpice (2004, 2008, 2016) în care a câștigat o medalie de bronz.